# Hydrobiosis sherleyi
Hydrobiosis sherleyi är en nattsländeart som beskrevs av Ward 1998. Hydrobiosis sherleyi ingår i släktet Hydrobiosis och familjen Hydrobiosidae. Inga underarter finns listade i Catalogue of Life.